# Iazidis
Os iazidis, yazidis, yezidis, êzidis ou yazdanis (em árabe: يَزِيدِيَّةٌ; romaniz.: yazīdīyya; em persa: یزِیدِیَ; yazīdī; em curdo: ئێزیدی; êzidî, êzdîtî  ou êzidîtî ; em arménio: Եզդի; ezdi; em turco: yezîdîler) constituem uma comunidade étnico-religiosa curda cujos membros praticam uma antiga religião sincrética, o iazidismo, uma espécie de iazdanismo ligado ao zoroastrismo e a antigas religiões da Mesopotâmia.
A maior parte dos seus membros vive ou é originária da província de Nínive, no norte do Iraque, cuja capital é Mossul, uma região que fez parte da antiga Assíria e foi o centro do Império Neoassírio, mas também há comunidades na Arménia, Geórgia e Síria, as quais têm registado um acentuado declínio desde a década de 1990, devido à emigração para a Europa Ocidental, sobretudo para a Alemanha.
Segundo os próprios iazidis, a sua religião tem origem no antigo Irão e há numerosas semelhanças entre o iazidismo atual e as antigas religiões persas, o que leva muitos autores a considerá-lo um vestígio sobrevivente do mitraísmo iraniano que se adaptou a um ambiente hostil absorvendo elementos exógenos. Entretanto outros estudos consideram que o iazidismo tem origem no movimento heterodoxo do islão sunita do século XII protagonizado pelo xeque Adi, que misturou elementos islâmicos e com outros elementos pré-islâmicos conservados no Curdistão. Os iazidis acreditam em Deus como criador do mundo, que colocou sob o cuidado de sete "seres sagrados" ou anjos, cujo "chefe" (arcanjo) é Melek Taus, o Anjo Pavão. Como governante do mundo, este Anjo Pavão é a causa de tudo o que sucede de bom e de mau aos humanos e este caráter ambivalente surge em mitos da sua queda em desgraça junto de Deus, antes das suas lágrimas de arrependimento terem apagado os fogos do seu cárcere infernal e de ter-se reconciliado com Deus. Esta crença tem origem nas reflexões místicas sufistas (um ramo místico do islão) sobre o anjo Iblis (o equivalente islâmico do Diabo), que se recusa orgulhosamente a violar o monoteísmo, adorando Adão e Eva, apesar da ordem expressa de Deus para o fazer.
Devido a essa relação com a tradição sufista de Iblis, alguns seguidores de outras religiões monoteístas identificam o Anjo Pavão com o espírito maligno não redimido Satanás, o que está na origem de séculos de perseguição dos iazidis como "adoradores do Diabo". Nas últimas décadas do século XX os iazidis, como o resto dos curdos, foram perseguidos e deslocados das suas terras pelo regime de Saddam Hussein. Após o início da Guerra do Iraque, a comunidade iazidis sofreu vários ataques por parte de fundamentalistas sunitas e, em agosto de 2014, foi alvo de massacres por parte do chamado Estado Islâmico do Iraque e do Levante, como parte da campanha para extirpar o Iraque e os países vizinhos de quaisquer influências não muçulmanas, onde não escapam as suas mulheres e crianças.

## Demografia

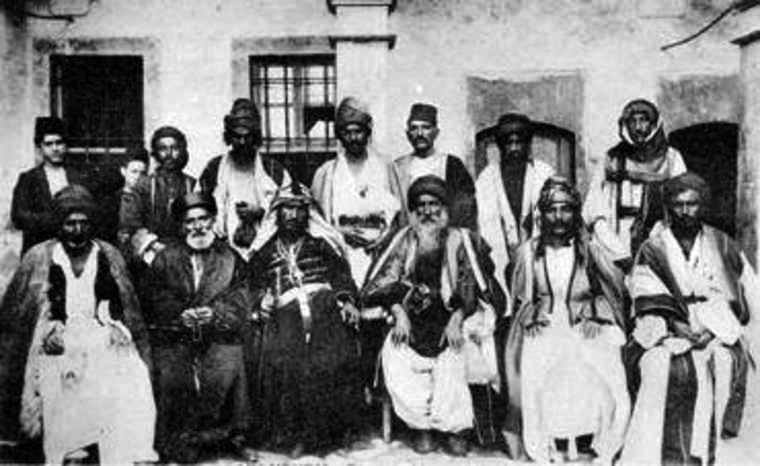
Postal francês do século XIX mostrando um encontro de clérigos iazidis e caldeus na Mesopotâmia

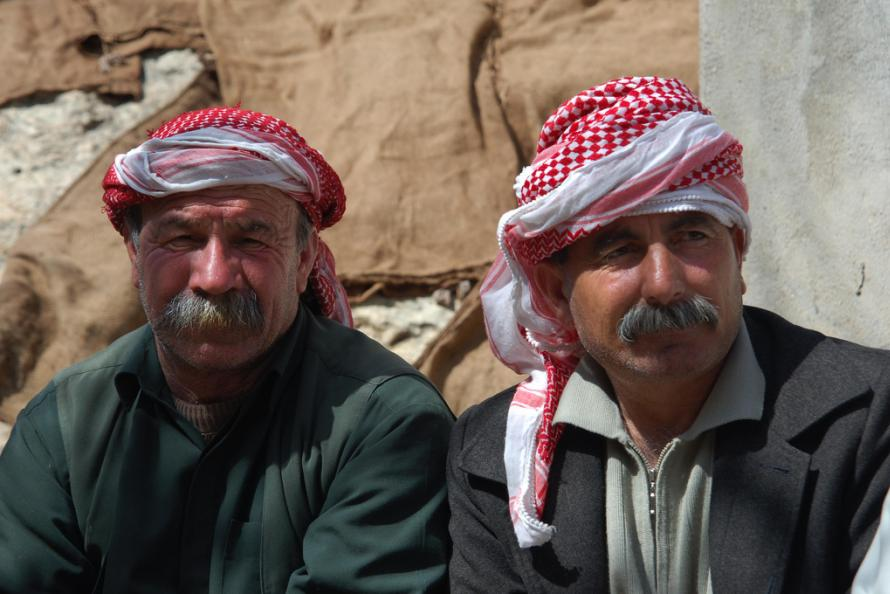
Homens iazidi

Historicamente os iazidis viviam principalmente em áreas que são atualmente situadas no Iraque, Síria e Turquia, havendo também vários grupos significativos na Arménia e na Geórgia. Entretanto, os eventos históricos ocorridos a partir do início do século XX resultaram em movimentações demográficas consideráveis e emigração em massa. As estimativas populacionais são incertas em muitas regiões e os cálculos da população iazidis total apresentam grandes variações — por exemplo, as estimativas do número de iazidis que vivem no Iraque variam entre 70 000 e 500 000.
A maior parte dos iazidis vivem no Iraque, onde constituem uma minoria importante. Concentram-se principalmente na província de Ninawa, no norte do país. As maiores comunidades habitam Shekhan, a nordeste de Mossul, e Sinjar, na fronteira com a Síria, 80 km a oeste de Mossul. Em Shekhan, mais precisamente em Lalish (Laliş), encontra-se o local mais sagrado para os iazidis, o santuário e mausoléu do xeque Adi ibn Musafir. Durante o século XX, a comunidade de Shekhan lutou pela liderança com a comunidade mais conservadora de Sinjar. É provável que o perfil demográfico tenha mudado consideravelmente desde o início da Guerra do Iraque em 2003 e da queda do regime de Saddam Hussein.
Os iazidis da Síria encontram-se principalmente em duas comunidades: uma na área de Al-Jazira e outra no Kurd-Dagh. A dimensão da população iazidis síria é muito incerta — segundo o censo nacional de 1963, a comunidade tinha cerca de 10 000 membros, mas em 1987 não havia dados disponíveis. Em 2004 estimava-se que poderia haver entre 12 000 e 15 000 iazidis na Síria, mas mais de metade da comunidade pode ter emigrado da Síria na década de 1980. As estimativas são ainda mais complicadas devido à chegada de milhares de refugiados iazidis por causa da Guerra do Iraque, cujo número pode ascender a 50 000.

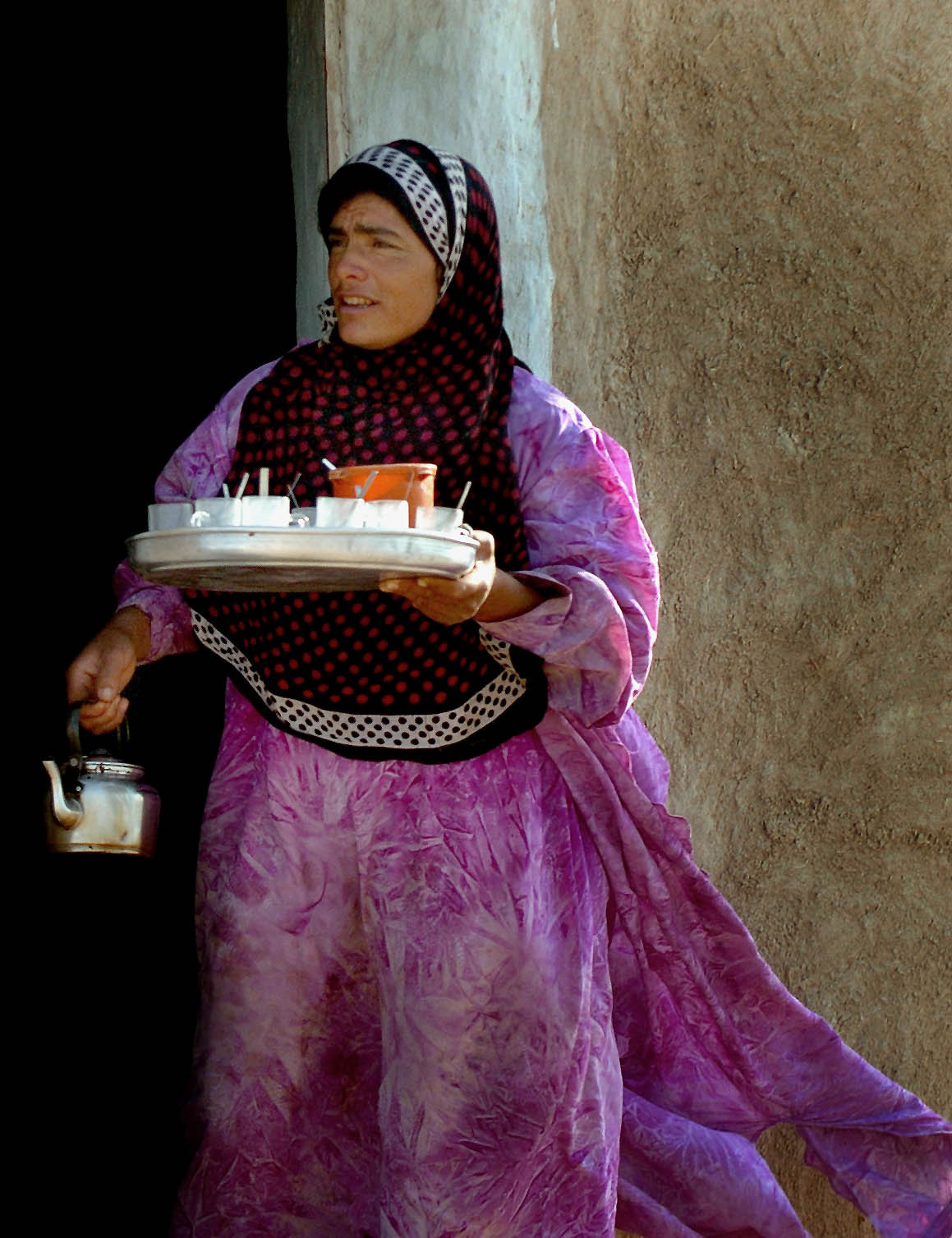
Uma mulher iazidi oferece chá a soldados norte-americanos perto do Monte Sinjar, 2006

A comunidade iazidis na Turquia declinou acentuadamente durante o século XX. Em 1982 tinha diminuído para cerca de 30 000 e em 2009 eram menos de 500. A maior parte dos iazidis turcos emigrou para a Europa Ocidental, sobretudo para a Alemanha. Os que permaneceram na Turquia residem principalmente em Tur Abdin, que no passado foi o principal núcleo iazidi do país.
As estimativas das populações iazidis na Geórgia e na Arménia variam, mas todas apontam para um grande declínio nas últimas décadas. Na Geórgia os números desceram de cerca de 30 000 para menos de 5 000 durante a década de 1990. Os números na Arménia parecem ser mais estáveis; em 2007 estimava-se que haveria cerca de 40 000 iazidis ainda a viver naquele país. A maior parte dos iazidis georgianos e arménios emigraram para a Rússia, onde segundo o censo de 2002 viviam 31 273 iazidis.
A emigração em massa originou o aparecimento de grandes comunidades da diáspora no estrangeiro. A mais significativa delas é a da Alemanha, que tem mais de 40 000 iazidis. A maior parte deste imigrantes é originária da Turquia e, mais recentemente, também do Iraque; vivem sobretudo nos estados ocidentais da Renânia do Norte-Vestfália e Baixa Saxónia. Desde 2008 que a comunidade iazidis na Suécia aumentou consideravelmente, atingindo 4 000 em 2010.. A crer no site web da comunidade iazidi em França, em 2010 viviam naquele país entre 5 000 e 6 000 iazidis. Há também uma comunidade mais pequena na Holanda. Outros grupos menores da diáspora vivem na Bélgica, Dinamarca, Suíça, Reino Unido, Estados Unidos, Canadá e Austrália, cuja população total conjunta provavelmente não chega a 5 000.

## Origens

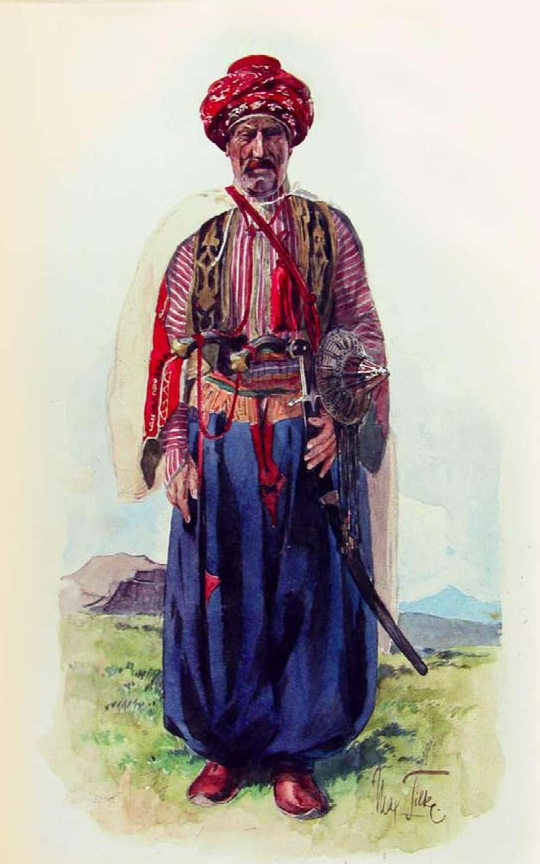
Gravura de homem iazidi da Geórgia, no Museu Caucasiano de Tiblíssi; autoria: Max Tilke, etnógrafo, ilustrador e pintor alemão

Os iazidis são maioritariamente falantes de língua curda que professam a religião iazidista, um dos ramos do iazdanismo, uma religião com raízes nas religiões persas, com mistura de elementos pré-islâmicos das tradições religiosas mesopotâmicas/assírias, mitraísmo, cristianismo e islão. Além da maioria curdófona, há um número significativo de comunidades iazidis cuja língua nativa é o árabe. A etnia dos iazidis é obscura apesar do facto da maior parte deles falarem curdo. Eles são identificados como predominantemente curdos mas segundo algumas fontes eles tendem a ver-se a si próprios como não curdos. As Nações Unidas reconhecem-nos como um grupo étnico distinto. Um relatório da Human Rights Watch (HRW) de 2009 declarava que para incorporar territórios em disputa no norte do Iraque — particularmente na província de Ninawa — na região curda, o Governo Regional do Curdistão e as autoridades curdas empreenderam uma estratégia dupla de incitamento e repressão, com uso de táticas violentas. Segundo o relatório, o objetivo dessas táticas era levar a que os chabaques e yazidis fossem identificados etnicamente como curdos.
Os iazidis chamam-se a si próprios êzidî, êzîdî or, em algumas áreas, dasinî (estritamente falando esta última é um nome tribal). Para alguns estudiosos a origem do nome é o termo iazata (yazata) do persa antigo (ser divino). Para os iazidis, o seu nome deriva de yezdan ou "deus" êzid, negando a ideia muito divulgada que é uma derivação do nome do califa omíada Iázide I (Iázide ibne Moáuia), reverenciado como Sultão Ezi.
Nas suas práticas culturais, os iazidis usam a língua curda e quase todos falam o dialeto curmânji, à exceção das aldeias de Bashiqa e Bahazane, onde se fala árabe. Quase todas as tradições religiosas orais dos iazidis são transmitidas em curmânji.[carece de fontes?]
O iazidismo é um espécie de iazdanismo e tem muitas influências: a influência sufista e imagística encontra-se no vocabulário religioso, especialmente na terminologia da literatura esotérica dos iazidis, mas grande parte da teologia é não islâmica. Aparentemente as cosmogonias iazidis têm muito em comum com as religiões da antiga Pérsia. Os primeiros autores tentaram descrever as origens do iazidismo como sendo islâmicas, persas ou até outras religiões pagãs; contudo, os estudos publicados desde a década de 1990 têm demonstrado que essas abordagens são muito simplistas.

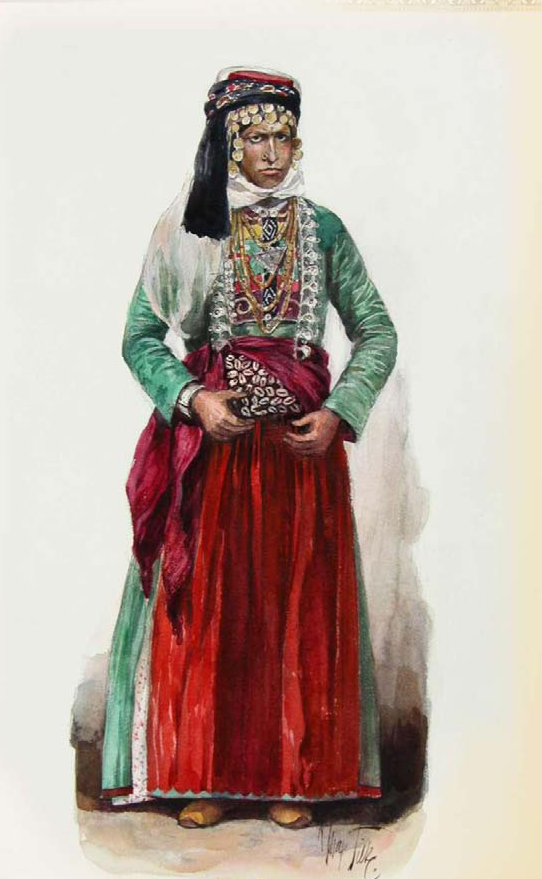
Gravura de mulher iazidi da Geórgia, no Museu Caucasiano de Tiblíssi, da autoria de Max Tilke

Para os estudiosos atuais, a origem do iazidismo é vista como um processo complexo de sincretismo, pelo qual o sistema de crença e práticas religiosas locais tiveram uma profunda influencia na religiosidade dos adeptos da ordem sufista 'Adawiyya que viviam nas montanhas Yezidi e levaram a um desvio das normas islâmicas relativamente pouco tempo depois da morte do seu fundador, o xeque Adi ibne Muçafir, que se diz ter sido descendente dos Omíadas. No início do século XII, Adi ibne Muçafir instalou-se no vale de Laliş, situado cerca de 60 km a norte de Mossul. Ele era uma figura indubitavelmente ortodoxa, que tinha uma influência bastante forte e disseminada. Morreu em 1162 e o seu túmulo em Laliş é um ponto fulcral das peregrinações iazidis.
Durante o século XIV, a influência de tribos iazidis importantes tinha-se estendido até o que é hoje o interior da Turquia e durante algum tempo os governantes do Principado de Jazira são mencionados nas fontes históricas como sendo iazidis.[carece de fontes?]
O ano 6 762 do calendário iazidi começou em abril de 2012, pelo que o ano 1 iazidi corresponde a 4 750 a.C. no calendário gregoriano.
Nas palavras de Maomé Axarastani, «Os iazidis são seguidores de Yezîd bn Unaisa, que (disse que ele) foi amigo do primeiro Muhakkama, antes da Azariḳa». Daqui depreende-se que para Aš-Šahrastani o fundador da seita iazidi foi bn Unaisa, cujo nome é a também a origem da designação iazidi. O termo "primeiro Muhakkamah" é uma designação aplicada aos muçulmanos cismáticos chamados Al-Ḫawarij, pelo que se pode inferir que os iazidis eram originalmente uma subseita Ḫarijite. Diz-se também que os iazidis estiveram relacionados com al-Abaḍiyah, uma seita fundada por 'Abd-Allah ibn Ibaḍ.

## Religião
Os iazidis são monoteístas, que acreditam num só Deus, que criou o mundo e confiou-o aos cuidados de um grupo de sete "seres divinos", frequentemente chamados anjos ou heft sirr ("Sete Mistérios"). Dentre estes destaca-se Melek Taus (ou Tawusê Melek ou Tausi-Malek), o "Anjo Pavão". O iazidismo não é um ramo de outra religião, mas apresenta influências de muitas religiões do Médio Oriente. O essencial da cosmologia iazidis tem origem iraniana pré-zoroastriana, mas o iazidismo também integra elementos de antigos cultos da natureza, bem como influências do cristianismo e zoroastrismo. O conjunto de sete anjos são emanações de deus que são formadas pela luz de Deus. Deus delega muitas das suas ações a esses anjos, que por isso são apresentados de uma forma algo deísta em algumas ocasiões.
Um dos epítetos mais frequentes ao longo da história para os iazidis é a de "adoradores do diabo", o qual tem sido usado tanto por vizinhos que não gostam deles como por ocidentais fascinados. Essa designação é considerada muito ofensiva pelos iazidis e não tem qualquer fundamento. É relativamente comum ver Melek Taus identificado com Satã (ou o seu equivalente árabe Shaitan). Um dos nomes de Melek Taus (Shaitan) é também um dos nomes usados para designar o diabo no Alcorão.

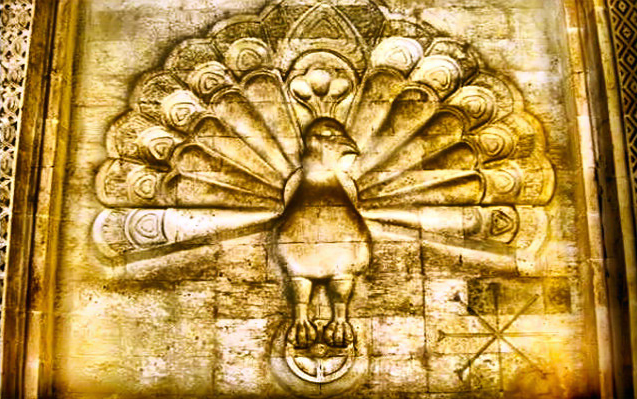
Relevo de Melek Taus

Além disso, o conto iazidi sobre a ascensão de Tawûsê Melek como favorito de Deus é quase idêntica à história do jinn Iblis no islão, com a diferença que os iazidis reverenciam Tawûsê Melek[carece de fontes?] por ele se ter recusado a obedecer a Deus submetendo-se a Adão, enquanto que os muçulmanos acreditam que a recusa de submisão de Iblis resultou na sua caída em desgraça junto de Deus e mais tarde na sua transformação em Satã. Tawûsê Melek é usualmente identificado com Shaitã (Satã) por muçulmanos e cristãos, mas para os iazidis ele não é uma fonte de mal nem um anjo caído, mas sim o líder dos arcanjos. Os iazidis estão proibidos de mencionar o nome de Shaitã e afirmam que a fonte do mal encontra-se no coração e espírito dos próprios humanos, não em Tawûsê Melek. As forças ativas na sua religião são Tawûsê Melek e o Xeque Adi.[carece de fontes?]
O Kitêba Cilwe (Livro da Iluminação), que os iazidis reclamam conter as palavras de Tawûsê Melek, que se presume representar a crença iazidis, diz que ele concede responsabilidades, bênçãos e desgraças como lhe aprouver e a raça de Adão não tem nada que o questionar. O Xeque Adi acreditava que o espírito de Tawûsê Melek era o mesmo que o seu próprio, talvez como uma reencarnação. Ele teria dito:
| “ | Eu estava presente quando Adão vivia no Paraíso e também quando Ninrode pôs Abraão em chamas. Eu estava presente quando Deus me disse: "Tu és o governante e senhor na Terra". Deus, o compassivo, deu-me sete terras e trono no céu.[carece de fontes?] | ” |

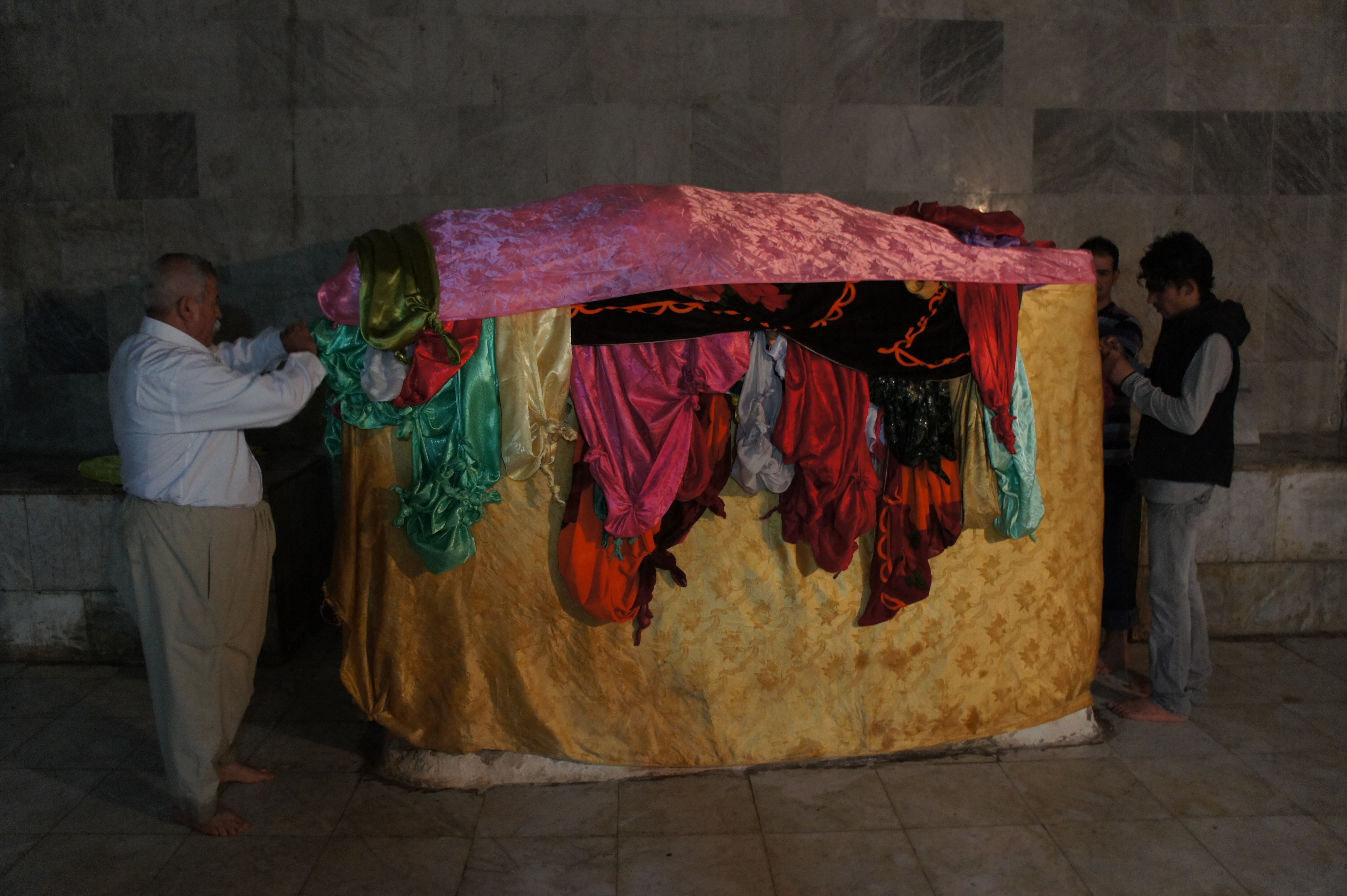
Santuário do em Laliş

O mito de criação iazidis difere dos do judaísmo, cristianismo e islão. Os iazidis acreditam que Deus começou criou primeiro Tawûsê Melek por sua (de Deus) própria iluminação (Ronahî) e ordenou-lhe que não se submetesse a outros seres. Deus criou depois os outros seis arcanjos e ordenou-lhes que lhe trouxessem poeira (Ax) da Terra (Erd) e moldassem o corpo de Adão. Em seguida Deus deu vida a Adão da sua própria respiração e ordenou a todos os arcanjos que se submetessem a Adão. Todos eles obedeceram exceto Tawûsê Melek, que respondeu à ordem «Como posso eu submeter-me a outro ser?! Eu sou da tua iluminação enquanto que Adão é feito de poeira.». Deus elogiou-o e fê-lo o líder de todos os anjos e seu representante na Terra. Este episódio supostamente reforça a ligação que alguns fazem de Tawûsê Melek com o Shaytan (Satã) islâmico, o qual, segundo o Alcorão, também se recusou a submeter-se a Adão quando Deus lho ordenou, apesar de neste caso a recusa ser interpretada como um sinal do orgulho pecaminoso de Shaytan. Desta forma, os iazidis acreditam que Tawûsê Melek é o representante de Deus na Terra e que desce à Terra na primeira quarta-feira de Nissan (abril), o mesmo em que foi criado por Deus e que é também celebrado como dia de Ano Novo. Para os iazidis, a ordem de submissão a Adão foi apenas um teste a Tawûsê Melek, pois se Deus ordena o que quer que seja, isso tem de acontecer inevitavelmente (Bibe, dibe). Deus poderia tê-lo obrigado a obedecer, mas deu-lhe a escolha para o testar. Os iazidis acreditam que o seu respeito e louvor é uma forma de reconhecer a sua natureza majestosa e sublime. Esta ideia é chamada "Conhecimento do Sublime" (Zanista Ciwaniyê). O Xeque Adi observou a história de Tawûsê Melek e acreditou nele.
Uma das crenças fundamentais dos iazidis sobre a criação é que eles são descendentes de Adão através do seu filho Shehid bin Jer e não através de Eva. Os iazidis acreditam que tanto o bem como o mal existem na mente e espírito dos seres humanos e são estes que escolhem um ou outro. A devoção a Tawûsê Melek é essencial neste processo, pois foi a ele que Deus deu a escolher entre bem e mal e ele escolheu o bem.[carece de fontes?]

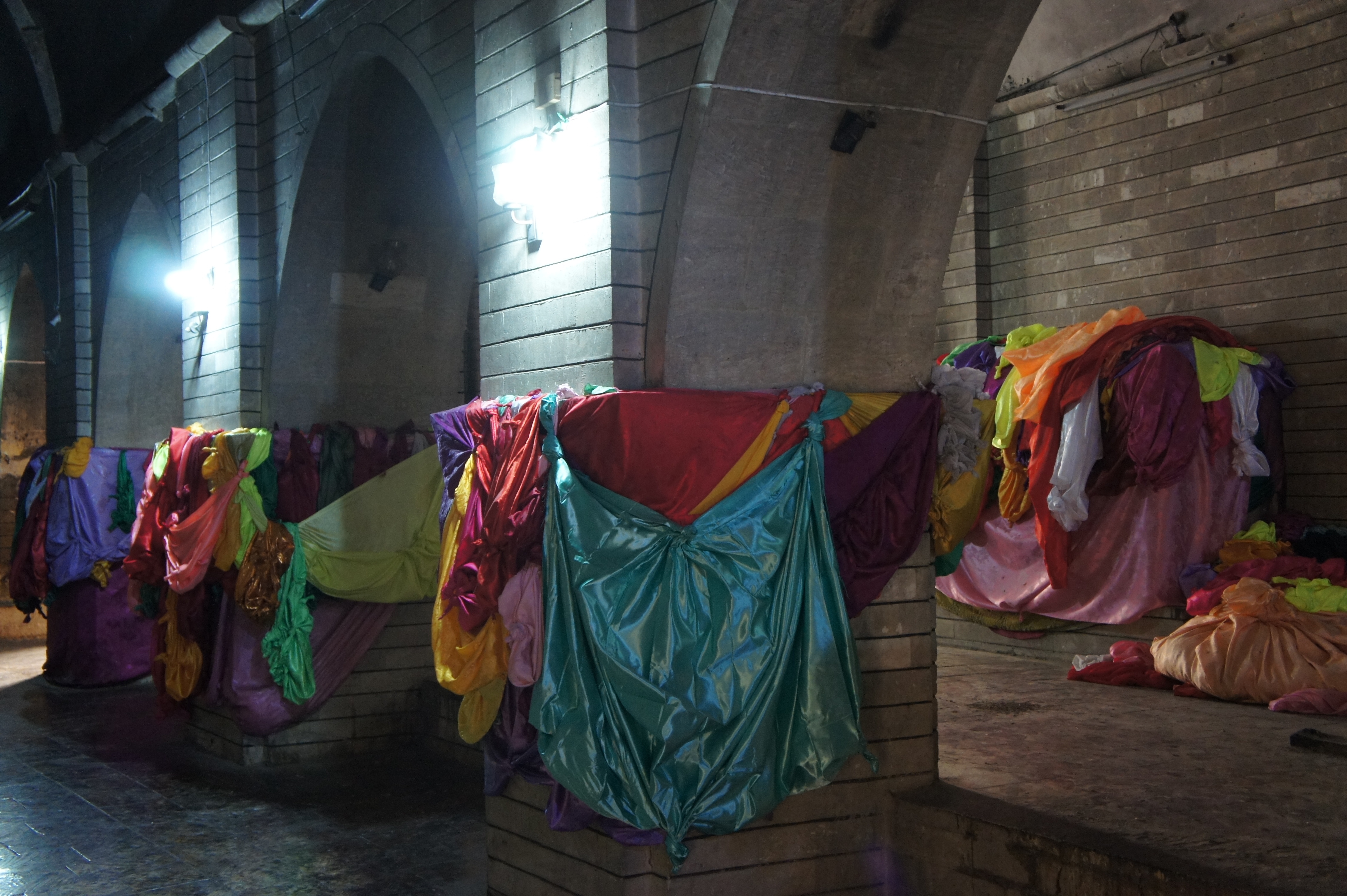
Interior do santuário iazidi de Laliş

Os livros sagrados iazidis são alegadamente o Kitêba Cilwe (Livro da Revelação) e o Mishefa Reş (Livro Negro), mas os estudiosos concordam que os manuscritos de ambos os livros publicados em 1911 e 1913 eram falsificações escritos por não iazidis motivados pelo interesse de viajantes ocidentais na religião iazidi. Apesar disso, o conteúdo desses livros é consistente com a autênticas tradições iazidis. Podem ter existido textos verdadeiros com aqueles nomes, mas não há certezas sobre isso. Os verdadeiros textos nucleares da religião iazidi atualmente existentes são os hinos conhecidos como qawls. Estes foram transmitidos oralmente durante a maior parte da sua história, mas estão atualmente a ser reunidos com o assentimento da comunidade. Os qawls estão cheios de alusões crípticas e geralmente precisam de ser acompanhados por čirōks ou "histórias" que explicam o seu contexto.
Duas características chave e interrelacionadas do iazidismo são a preocupação com a pureza religiosas e a crença na metempsicose. A primeira refere-se no sistema de castas, nas regras sobre alimentação, nas preferências tradicionais para viver em comunidades iazidis e em vários tabus sobre muitos aspetos da vida. A metempsicose é crucial; tradicionalmente os iazidis acreditam que os Sete Espíritos Sagrados reencarnam periodicamente na forma humana, a que se chama koasasa.[carece de fontes?]
Também existe a crença na reencarnação de espíritos menores. à semelhança dos Ahl-e Haqq, os iazidis usam a metáfora da mudança de roupa para descrever o processo, a que chamam kiras guhorîn in Kurmanji ("mudança de vestuário"). A purificação da alma pode ser alcançada através da reencarnação contínua dentro do grupo de fé, mas pode também ser estancado através da expulsão da comunidade iazidi; esta é o pior que pode acontecer, pois a o progresso espiritual da alma pára e a conversão de volta para a fé é impossível. Além desta noção de renascimento contínuo, a teologia iazidi também inclui descrições do céu e do inferno, com a extinção deste, bem como de outras tradições que incorporam estas ideias num sistema de crenças que inclui a reencarnação.

### Práticas religiosas

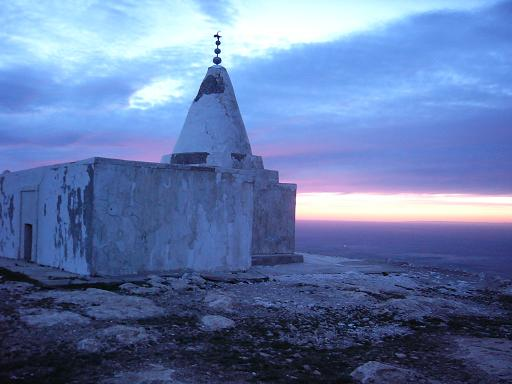
Chermera ou Templo do 40 Homens", situado no cume mais alto das montanhas de Sinjar

Os iazidis têm cinco orações diárias: Nivêja berîspêdê (oração da madrugada ), Nivêja rojhilatinê (oração do nascer do sol), Nivêja nîvro (oração do meio-dia), Nivêja êvarî (oração da tarde) e Nivêja rojavabûnê (oração do pôr do sol). Porém, a maior parte dos iazidis observa apenas duas dessas orações: a do nascer e a do pôr do sol. Os fiéis devem virar face para o sol e, durante a oração do meio-dia, deverão virar-se para Laliş. As orações devem ser acompanhadas por certos gestos, que incluem beijar a gola arredondada (gerîvan) da camisa sagrada (kiras). Os servições de oração diários não devem decorrer na presença de forasteiros e são sempre realizados na direção do sol. O dia sagrado é a quarta-feira, mas o dia de descanso é o sábado. Em dezembro há um período de jejum de três dias.
O sol é considerado muito sagrado, sendo encarado "como o olho de Deus", pelo que as orações são sempre realizadas em direção a ele. Os iazidis adotaram alguns rituais cristãos, como o batismo, bem como algumas práticas islâmicas, como a circuncisão e não usarem calçado nos templos. É dada grande importância ao fogo, uma reminiscência do zoroastrismo.

### Festas
O Ano Novo iazidi é na primavera, na primeira quarta-feira de abril (alguns dias depois do equinócio). Nesse dia há algumas lamentações nos cemitérios por parte das mulheres, acompanhados por música dos Qewals, mas a data é caracterizada por acontecimentos alegres: a música de dehol (tambor) e zorna (charamela), dança comunal e banquetes, além de ovos decorados. [carece de fontes?]
De forma semelhante, na aldeia de Tawaf ocorre, geralmente na primavera, um festival honra do padroeiro do santuário local, com música secular e sagrada, dança e comida. Outro festival importante é o Tawûsgeran ("circulação do pavão"), durante o qual Qewals e outros dignitários religiosos visitam aldeias iazidis, levando consigo senjaq, imagens sagradas de um pavão feito em bronze que simbolizam Tawûsê Melek. Estas são veneradas, são cobradas taxas aos fiéis, são pregados sermões e é distribuída água sagrada. O maior festival do ano para os iazidis comuns é o Cejna Cemaiya ("festa da reunião"), em Laliş. Com a duração de sete dias, é o foco de uma peregrinação muito popular e marca um período muito importante para contactos sociais e de afirmação de identidade. Os iazidis acreditam que os sete "Seres Divinos" se reúnem anualmente naquele local sagrado. Os rituais sagrados praticados incluem o sacrifício de um touro no santuário de Şêx Shams e a prática de sema (dança sagrada).[carece de fontes?]

### Peregrinação
O ritual mais importante é a peregrinação anual de sete dias ao túmulo do xeque Adi em Laliş. Este local é uma espécie de microcosmo do mundo, onde se encontram não só muitos santuários dedicados à kosasa, mas também vários sítios marcantes que correspondem a locais ou símbolos importantes noutras fés, como é o caso da Pirra Selat (Ponte Serat) e uma montanha chamada Monte Arafat. As duas nascentes sagradas chamam-se Zamzam e Kaniya Sipî ("a fonte branca"). Se possível, os iazidis fazem uma peregrinação a Laliş pelo menos uma vez na vida e os que vivem na região tentam fazê-la pelo menos uma vez por ano, na Festa da Reunião do outono, celebrada de 23 de Aylūl (setembro) até 1 de Tashrīn (outubro). Durante estas celebrações, os iazidis tomam banho no rio, lavam figuras de Tawûsê Melek e acendem milhares de lâmpadas nos túmulos do xeque Adi e outros santos. Também sacrificam um touro, sendo essa uma das razões para o iazidismo se considerar ligado ao mitraísmo (outras são a presença de um cão e de uma serpente na iconografia). O sacrifício do touro constitui a declaração da chegada do outono e uma pedido de chuva durante o inverno para trazer novamente a vida à Terra na primavera seguinte. Na astrologia, o touro é também o símbolo de Tashrīn.[carece de fontes?]

### Pureza e tabus
As preocupações dos iazidis com a pureza religiosa e a sua relutância em misturar elementos entendidos como incompatíveis é patente não só no seu sistema de castas como também em vários tabus que afetam a vida quotidiana. Alguns destes, como a exogamia ou insultar ou ofender homens religiosos, são amplamente respeitados. A pureza dos quatro elementos terra, água, fogo e água é protegida por vários tabus, como por exemplo cuspir na terra, água ou fogo. Segundo alguns, não se deve cuspir ou deitar água quente no chão porque acreditam que os espíritos ou almas que podem estar presentes podem ser feridos ou ofendidos se forem atingidos pelo líquido derramado. Estas crenças podem também refletir antigos tabus iranianos, à semelhança do que se passa com outros tabus relacionados com os resíduos corporais, cabelo e sangue menstrual.[carece de fontes?]
Demasiado contacto com não iazidis também é considerado conspurcante. No passado os iazidis evitavam o serviço militar, que os levaria a viver entre muçulmanos, e estavam proibidos de partilhar coisas como chávenas ou lâminas com forasteiros. A semelhança com o ouvido externo pode estar na origem do tabu contra comer um tipo de alfaces, cujo nome, koas, se assemelha foneticamente a koasasa (designação da forma humana dos Sete Espíritos) na pronúncia iazidi. Além disso, alguns iazidis acreditam que as alfaces cultivadas perto de Mossul são fertilizadas com dejetos humanos, o que pode contribuir para a ideia de que são impróprias para consumo. No entanto, numa entrevista à BBC em 2010, uma autoridade sénior iazidi declarou que os iazidis comuns podem comer tudo, embora os religiosos evitam certos vegetais, entre os quais a couve, porque causam gases.
Os iazidis não usam azul nas suas roupas, não se sabe exatamente porquê. Uma das razões pode ser o facto do azul representar a inundação de Noé; outra que pode ter sido a cor usada por algum rei conquistador no passado. Outra causa possível pode dever-se à veneração do Anjo Pavão, cuja cor é o azul e que por isso usá-la poderia ser visto como uma usurpação.[carece de fontes?]

### Costumes

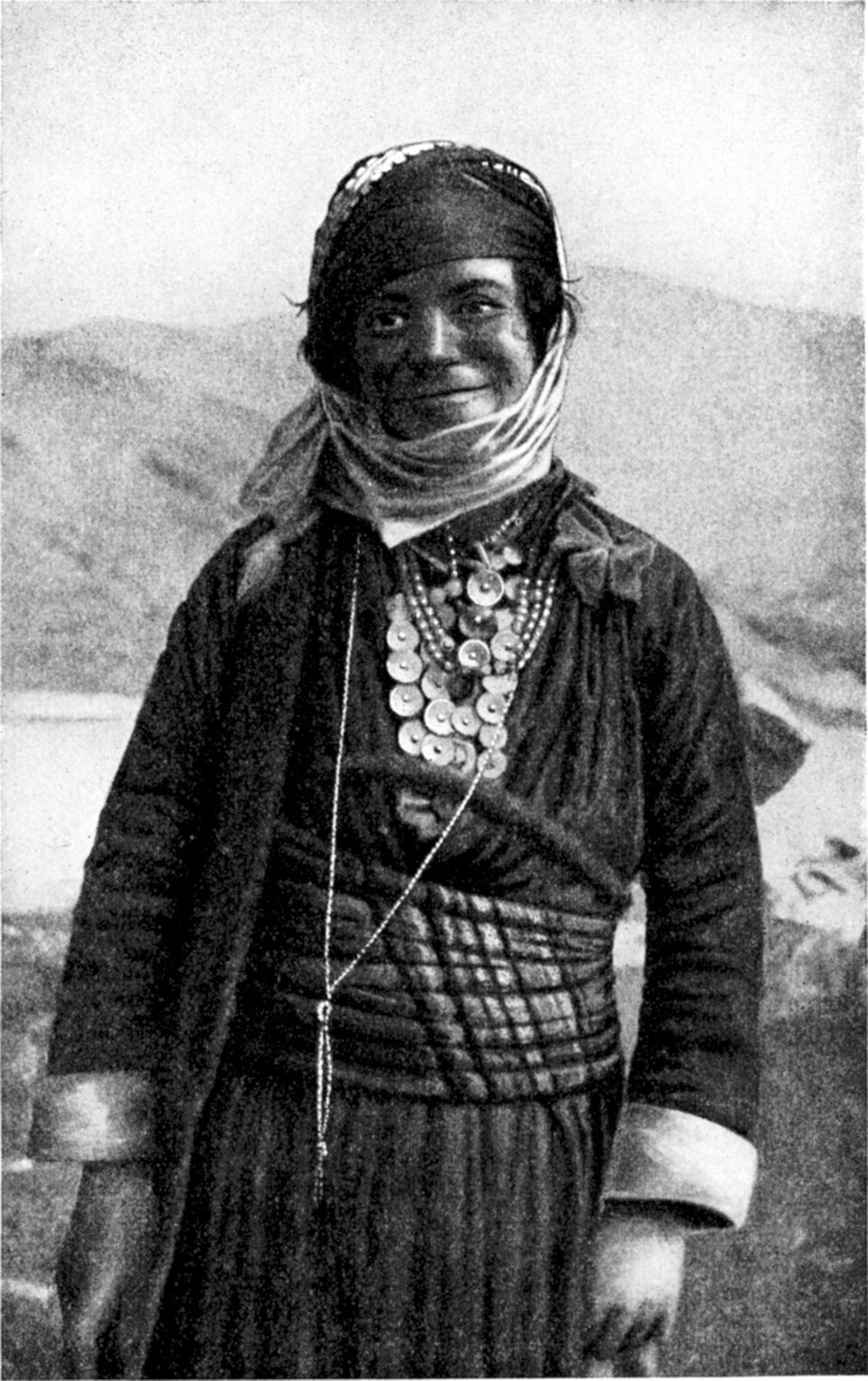
Fotografia de 1922 de mulher iazidi do monte Ararate, descrita como adoradora do diabo"

As crianças são batizadas à nascença e a circuncisão é comum, embora não seja obrigatória. Os mortos são enterrados em túmulos cónicos com as mãos cruzadas, imediatamente após terem morrido.[carece de fontes?]
Os iazidis são predominantemente monogâmicos, mas os chefes podem ser poligâmicos. São exclusivamente endogâmicos; não há casamentos entre clãs e não aceitam convertidos. Reclamam-se descendentes apenas de Adão e não de Eva.[carece de fontes?]
Uma pena severa é a expulsão, que na prática é uma excomunhão, já que a alma do exilado é "confiscada". Em 2007, um incidente violento envolvendo a defesa da honra de uma família envolveu a morte de uma jovem, Du'a Khalil Aswad, por apedrejamento, uma notícia que percorreu o mundo.

### Folclore
A história da origem dos iazidis que se encontra no Livro Negro atribui-lhes uma ancestralidade distinta e expressa os seus sentimentos de diferença das outras raças. Antes dos papéis dos sexos terem sido determinados, Adão e Eva tiveram desavenças sobre qual deles seria o elemento criativo na geração de crianças. Cada um deles guardou a sua semente num pote que foi depois selado. Quando o pote de Eva foi aberto estava cheio de insetos e outras criaturas desagradáveis, mas no pote de Adão estava um belo rapaz. Esta criança adorável, conhecida como o filho do pote, cresceu e casou com uma houri, formando um casal do qual descendem os iazidis. Por isso os iazidis consideram-se descendentes apenas de Adão, enquanto que o restos dos humanos descendem de Adão e Eva.

## Organização social e política
A sociedade iazidi é hierárquica. O líder secular é um emir hereditário ou príncipe, enquanto que um xeque encabeça a hierarquia religiosa. Os iazidis são estritamente endogâmicos; os membros das três castas iazidis (murids, xeques e pirs) só casam com membros da sua própria casta, pois casar fora da casta é considerado um pecado punível com a morte para restaurar a honra perdida.
Em agosto de 2014, o líder mundial (emir) dos iazidis era o príncipe Tahseen Said e o líder espiritual (Axtîyarê Mergê Bavê Şêx; "Xeque Baba") era Khurto Hajji Ismail, então com 81 anos, um residente de Ain Sifni.

## Iazidismo e iazidis noutras culturas

### No Império Otomano

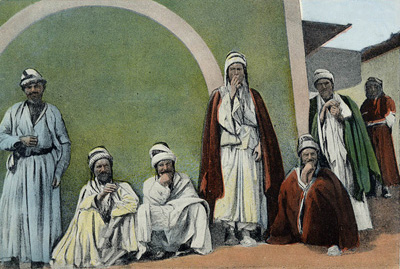
Postal francês do final do século XIX com iazidis em Mardin

Durante o Império Otomano existiu uma grande comunidade iazidi na Síria, a qual declinou devido às perseguições levadas a cabo pelos governadores (wālis) otomanos de Diyarbakır, Mossul e Bagdade, com o objetivo de converter à força os iazidis ao islão sunita hanafista, a religião oficial do império.

### Na Europa Ocidental
Feleknas Uca, eleita deputada do Parlamento Europeu em 1999 pelo Partido do Socialismo Democrático da Alemanha, quando tinha 22 anos, foi a única deputada iazidi no mundo até a legislatura iraquiana ter sido eleita em 2005. Feleknas é cidadã alemã filha de um imigrante iazidi turco. Nas comunidades académicas há alguns membros iazidis, como por exemplo Khalil Rashow na Alemanha ou Jalile Jalil na Áustria, ambos estudiosos de história e cultura iazidis e curdas.[carece de fontes?]
Em maio de 2012, cinco membros de uma família iazidi residente na cidade alemã de Detmold foram condenados por terem assassinado a irmã naquilo que foi descrito como uma "matança de honra". A vítima foi Arzu Özmen, que se apaixonou por um padeiro alemão e fugiu da sua família, violando o tabu da exogamia. Em novembro de 2011 os seus familiares raptaram-na e o irmão Osman matou-a com dois tiros na cabeça.

### Em referências teológicas ocidentais
Devido às crenças religiosas dos iazidis sempre muito pouco conhecidas para não iazidis, muitos autores não iazidis têm escrito sobre o tema atribuindo-lhes factos cuja validade histórica é dúbia.
Talvez devido ao seu secretismo, os iazidis também têm lugar no ocultismo moderno. O místico arménio George Gurdjieff (1866–1949) escreveu diversas vezes acerca dos seus encontros com os iazidis no seu livro “Encontros com Homens Notáveis”, referindo que eles são considerados "adoradores do Diabo" por outras etnias da região. No seu livro “Na Busca pelo Milagre: Fragmentos de de um Ensinamento Desconhecido”, o filósofo e psicólogo russo Piotr D. Ouspensky (m. 1947) descreveu alguns costumes estranhos que Gurdjieff tinha observado em rapazes iazidis: «ele disse-me, entre outras coisas, que quando ele era uma criança tinha observado frequentemente como os rapazes iazidis não conseguiam sair de um círculo desenhado em volta deles no chão».[carece de fontes?]
No seu livro “Secret Societies Yesterday and Today” ("Sociedades Secretas Ontem e Hoje"), publicado em 1961, o místico e mestre da tradição sufista Idries Shah (1924–1996), escrito sob o pseudónimo Arkon Daraul, relata ter descoberto nos subúrbios de Londres uma sociedade secreta influenciada pelo iazidismo chamada "Ordem do Anjo Pavão". Segundo Shah, Tawûsê Melek podia ser entendido, desde o ponto de vista sufista, como uma alegoria dos poderes superiores na humanidade.

### Na literatura
No livro de William Seabrook (1884–1945) “Adventures in Arabia: Among the Bedouins, Druses, Whirling Dervishes, & Yezidee Devil Worshipers” a quarta secção, com início no capítulo 14 é dedicado aos "Yezidees" e intitula-se "Entre os Yezidees". Ele descreve os iazidis como «uma seita misteriosa espalhada pelo Oriente, com presença mais forte na Arábia do Norte, temida e odiada tanto por muçulmanos como por cristãos porque são adoradores de Satã». Nos três capítulos do livro, Seabrook descreve completamente a área, incluindo o facto de que aquele território, onde se encontra a cidade de Sheik-Adi, a mais sagrada para os iazidis, não fazia parte do "Irak".

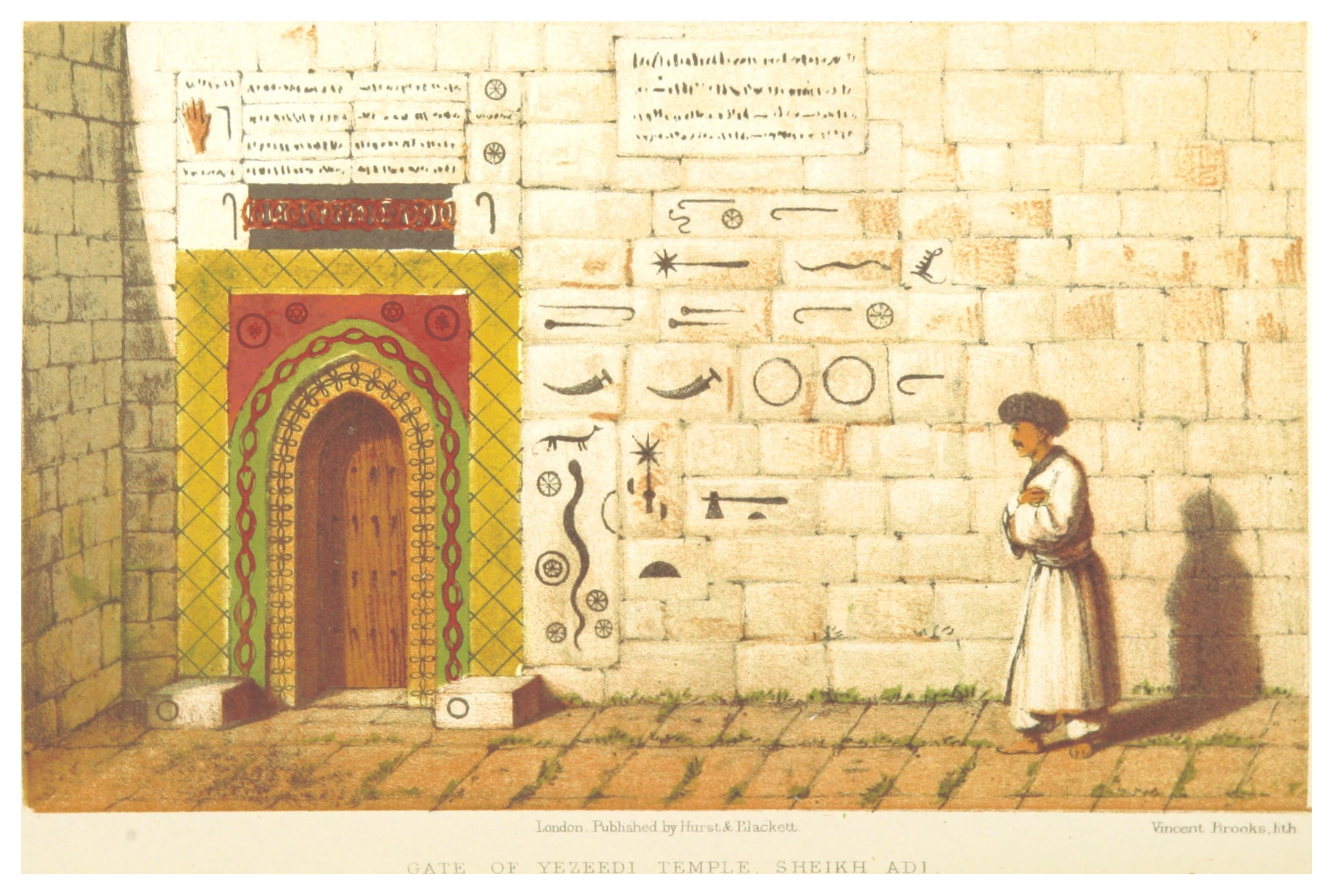
Gravura da entrada templo do xeque Adi em Laliş no livro “A journey from London to Persepolis”, de John Ussher, publicado em 1865

No conto “O horror em Red Hook” de H. P. Lovecraft, alguns dos assassinos estrangeiros são identificados como pertendo ao "clã iezidi de adoradores do Diabo".

Um personagem fictício iazidi digno de nota é o polícia super-poderoso King Peacock, da série de banda desenhada da autoria de Alan Moore e Gene Ha “Top 10” e outras obras relacionadas. King Peacock é apresentado como alguém afável, pacífico, com amplos conhecimentos de religião e mitologia, com ideias conservadoras, muito respeitador dos princípios éticos e da vida em família; é um artista incrivelmente poderoso em artes marciais, que consegue identificar e atacar os pontos mais fracos dos seus oponentes, um poder que ele diz advir do seu contacto com Malek Ta'us.
Os iazidis aparecem também no romance de suspense “Genesis Secret”, de Tom Knox, um best-seller in internacional em 2006. Nessa obra, os iazidis são retratados como os antigos guardiães do sítio megalítico de Göbekli Tepe, situado no Curdistão turco.[carece de fontes?]
No seu livro “Fear Up Harsh: An Army Interrogator's Dark Journey through Iraq”, Tony Lagouranis, um ex-soldado norte-americano que participou em torturas de prisioneiros iraquianos durante a Guerra do Iraque, relata que há muito mistério e muitas informações contraditórias acerca dos iazidis. O autor ficou fascinado com alguns aspetos das suas crenças, como a do facto deles não terem um Satã — Malak Ta'us, um arcanjo favorito de Deus, não foi expulso do Céu da mesma forma que Satã; em vez disso ele desceu à Terra e ao ver o sofrimento no mundo chorou durante milhares de anos e as suas lágrimas caíram no Inferno, apagando as suas chamas. Se há mal no mundo, ele não se deve a um anjo caído mas sim aos humanos, mas isso não impede que os homens vivam neste mundo e sejam bons, como foi Malak Ta'us.

## Perseguições mais recentes
Durante a década de 1980 foram destruídas cerca 4 000 aldeias iazidis no âmbito das operações contra a insurgência dos curdos levadas a cabo pelo regime iraquiano, que tiveram o seu auge em 1988. As operações envolveram a movimentação de centenas de milhares de pessoas para "aldeias coletivas".
Em agosto de 2007, morreram aproximadamente 500 iazidis numa série de atentados bombistas coordenados em Kahtaniya, naquilo que foi o ataque suicida mais mortífero da Guerra do Iraque. Em agosto de 2009, pelo menos 20 pessoas foram mortas e 30 ficaram feridas num bombardeamento suicida no norte do Iraque. Este atentado foi levado a cabo por dois bombistas envergando coletes com explosivos, que se fizeram explodir num café em Sinjar, uma cidade a ocidente de Mossul. Uma parte significativa da população de Sinjar é iazidis.

### Perseguições pelo Estado Islâmico do Iraque e do Levante
Em 2014, as conquistas territoriais do chamado Estado Islâmico do Iraque e do Levante (EIIL ou, em inglês, ISIS) originaram grandes convulsões entre a população iazidi iraquiana. O EIIL, um grupo radical sunita de inspiração salafista, que considera os iazidis adoradores do diabo. No início de agosto de 2014, a cidade de Sinjar ficou praticamente deserta quando as tropas Peshmerga curdas retiraram da cidade devido a não conseguirem deter o avanço das forças do EIIL, que já tinham tomado o controlo de dois pequenos campos de petróleo próximos e a cidade de Zumar, como parte do plano para tomar a barragem hidroelétrica de Mossul.
Após tomar Sinjar, o EIIL destruiu um santuário iazidi e exigiu que os habitantes que ainda estavam na cidade se convertessem à sua versão do islão, caso contrário seriam executados.

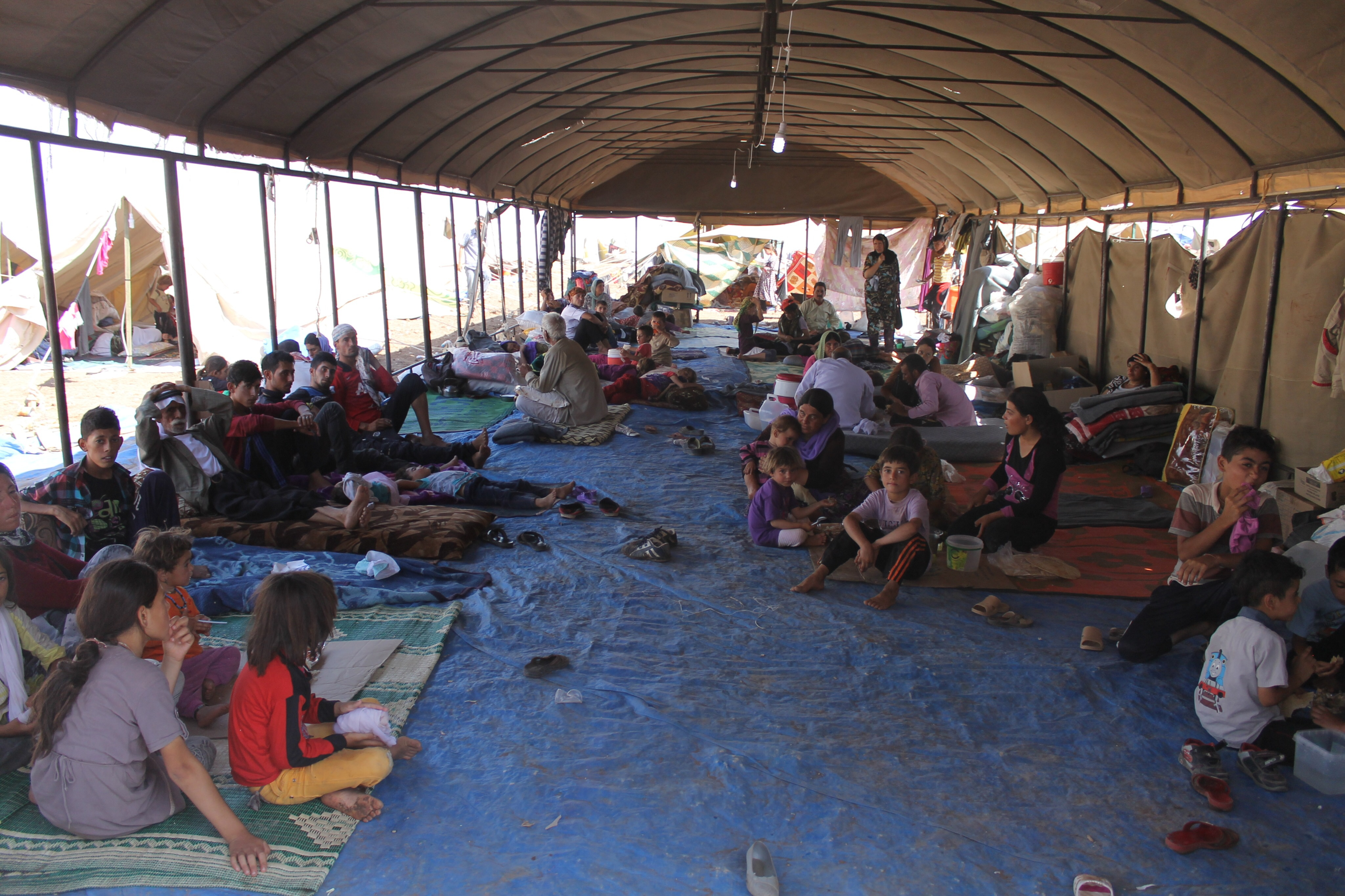
Iazidis num campo de refugiados do Comité Internacional de Resgate em Newroz, nordeste da Síria; 13 de agosto de 2014

Calcula-se que imediatamente antes da tomada de Sinjar pelo EIIL possam ter fugido da cidade até 200 000 pessoas, entre as quais 40 000 a 50 000 iazidis, o que provocou receios de se assistir a uma crise humanitária. Muitas destas pessoas, entre as quais também havia xiitas tinham procurado refúgio na cidade há um mês, quando o EIIL tomou a cidade de Tal Afar. A maior parte das pessoas que fugiram de Sinjar fê-lo a pé, através das montanhas vizinhas, com o objetivo de chegar a Dohuk, que de carro está a cerca de cinco horas de viagem de Sinjar. Os refugiados manifestaram aos jornalistas as suas preocupações com as pessoas mais velhas e de saúde mais débil e a falta de água. Houve relatos vindos de Sinjar que os doentes e anciãos que não puderam fugir estavam a ser executados pelo EIIL. O deputado iazidi Haji Ghandour disse aos jornalistas «na nossa história sofremos 72 massacres; estamos preocupados porque Sinjar pode ser o 73º». Segundo equipas das Nações Unidas, pelo menos 40 000 iazidis, muitos deles mulheres e crianças, refugiaram-se em nove locais do Monte Sinjar, um tergo escarpado com cerca de 1,6 km de comprimento, onde as lendas locais dizem encontra-se os restos da Arca de Noé. Essas pessoas arriscavam-se a ser mortas pelos jiadistas que os cercavam se fugissem, ou a morrerem de desidratação se ficassem.
Em 7 de agosto, o presidente norte-americano Barack Obama ordenou o lançamento por via aérea de alimentos e água nas montanhas de Sinjar para socorrer os milhares de iazidis e cristãos cercados, e bombardeamentos contra os militantes islâmicos que perseguiam os iazidis. A esta operação juntou-se pouco depois a Força Aérea Britânica. Outros países europeus e a Austrália também apoiaram a ajuda humanitária e o fornecimento de armamento mais avançado aos combatentes Peshmerga que tentavam proteger os iazidis. Depois dos bombardeamentos norte-americanos, entre 20 000 e 30 000 iazidis abandonaram as montanhas através de um corredor humanitário estabelecido pelos Peshmerga, que ajudaram os refugiados a atravessar o rio Tigre em direção à Síria. Na Síria os refugiados foram apoiados por combatentes curdos sírios, que combateram os jiadistas e estabeleceram uma rota de fuga para os milhares de refugiados. No entanto, a situação no monte Sinjar foi descrita como "um genocídio" por um elemento das organizações de ajuda humanitária, que viu centenas de cadáveres.

### Usada no texto
- Acikyildiz, Birgul (2014), The Yezidis: The History of a Community, Culture and Religion, ISBN 9781784532161 (em inglês), I.B.Tauris, p. 320, consultado em 8 de outubro de 2014
- Allison, Christine (1998), «Evolution of Yezdi Religion. From Spoken Word to Written Scripture», ISIM newsletter (PDF) (em inglês) (1/98), p. 14, consultado em 5 de outubro de 2014
- Allison, Christine (2001), The Yezidi Oral Tradition in Iraqi Kurdistan, ISBN 9780700713974 (em inglês), Psychology Pres, consultado em 10 de outubro de 2014
- Allison, Christine (2004), «Yazidis i. General», Encyclopædia Iranica, Encyclopædia Iranica Foundation, ISSN 2330-4804 (em inglês), consultado em 4 de outubro de 2014
- Van Bruinessen, Martin (2005), «Kurdish Society», in:  Kreyenbroek, Philip G.; Sperl, Stefan, The Kurds: A Contemporary Overview, ISBN 9781134907663 (em inglês), Routledge, p. 272, consultado em 8 de outubro de 2014
- Betts, Robert Brenton (2013), The Sunni-Shi'a Divide: Islam's Internal Divisions and Their Global Consequences, ISBN 9781612345239 (em inglês), Potomac Books, consultado em 9 de outubro de 2014
- Commins, David Dean (2004), Historical Dictionary of Syria, ISBN 9780810849341 (em inglês), Scarecrow Press, consultado em 9 de outubro de 2014
- Correia, Paulo (primavera de 2018), «Linguagem inclusiva sem discriminação ortográfica dos povos» (PDF), A Folha — Boletim da língua portuguesa nas instituições europeias (56): 6–10, consultado em 17 de outubro de 2018
- Dalyan, Murat Gokhan; Dogan, Cabir (2013), «An Overview of 19th Century Yezidi Women (Who Are the Yezidis?)», Canadian Center of Science and Education, Asian Social Science, ISSN 1911-2017 (em inglês), 9 (7): 114, consultado em 9 de outubro de 2014
- Furlani, Giuseppe (1940), The Religion of the Yezidis: Religious Texts of the Yezidis: Translation, Introd. and Notes (em inglês), J.M. Unvala, consultado em 8 de outubro de 2014
- Ghanim, David (2011), Iraq's Dysfunctional Democracy, ISBN 9780313398025 (em inglês), ABC-CLIO, consultado em 10 de outubro de 2014
- Ghareeb, Edmund A.; Dougherty, Beth (2004), Historical Dictionary of Ira, ISBN 9780810843301 (em inglês), Scarecrow Press
- Hastings, James (2003),  Selbie, John A., ed., Encyclopedia of Religion and Ethics, Parte 18, ISBN 9780766136953 (em inglês), Kessinger
- Heravi, Mehdi, ed. (1973), Concise encyclopedia of the Middle East (em inglês), Public Affairs Press, consultado em 9 de outubro de 2014
- Hourani, Albert; Ruthven, Malise (2013), A History of the Arab Peoples: Updated Edition, ISBN 9780571302499 (em inglês), Faber & Faber, consultado em 10 de outubro de 2014
- Ibp Inc, ed. (2013), Armenia Country Study Guide Volume 1 Strategic Information and Developments, ISBN 9781438773827 (em inglês), Int'l Business Publications, consultado em 10 de outubro de 2014
- Joseph, I. (1919), «Yezidi Texts», The American Journal of Semitic Languages and Literatures (em inglês), XXV (2): 111–156
- Lagouranis, Tony; Mikaelian, Allen (2007), Fear Up Harsh: An Army Interrogator's Dark Journey through Iraq, ISBN 9780451221124 (em inglês), New American Library
- Lescot, Roger (1938), Enquête sur les Yezidis de Syrie et du Djebel Sindjar (em francês), Beirute: Institut Français de Damas, consultado em 8 de outubro de 2014
- Levinson, David (1998), Ethnic Groups Worldwide: A Ready Reference Handbook, ISBN 9781573560191 (em inglês), Greenwood Publishing Group, consultado em 10 de outubro de 2014
- Lovecraft, Howard Phillips (1927), O horror em Red Hook, ISBN 9788573212273, São Paulo: Editora Iluminuras (publicado em 2007), consultado em 10 de outubro de 2014
- MacDonald, Charles G. (2012), «Middle East. The Kurds — Religion and Social Justice of a Stateless Nation», in:  Michael D. Palmer, Stanley M. Burgess, The Wiley-Blackwell Companion to Religion and Social Justice, ISBN 9781444355369 (em inglês), John Wiley & Sons, consultado em 8 de outubro de 2014
- Marshall, Paul A. (2000), Religious Freedom in the World, ISBN 9780742562134 (em inglês), Rowman & Littlefield, consultado em 8 de outubro de 2014
- Mason, Robert Scott (1988). «Chapter 2 - The Society and Its Environment. Religious Life. Yazidis». A Country Study: Syria. Library of Congress Country Studies (em inglês). [S.l.]: Federal Research Division. Consultado em 8 de outubro de 2014
- Massignon, Louis (1948), «Les Yezidis du Mont Sindjar «adorateurs d'Ibis»», Satan. Etudes Carmélitaines
- O’Leary, Carole A. (2002), «The Kurds of Iraq: Recent History, Future Prospects» (PDF), Middle East Review of International Affairs (em inglês), 6 (4): 17–29, consultado em 10 de outubro de 2014, cópia arquivada (PDF) em 14 de agosto de 2014
- Seabrook, William Buehler (1927), Adventures in Arabia: Among the Bedouins, Druses, Whirling Dervishes, & Yezidee Devil Worshipers (em inglês), Harcourt, Brace and company, consultado em 10 de outubro de 2014
- Shah, Idries (1964), The Sufis, ISBN 9780385079662 (em inglês), Doubleday, consultado em 10 de outubro de 2014
- Smith, Andrew Phillip (2012), The Gnostics: History ´ Tradition ´ Scriptures ´ Influence, ISBN 9781780284644 (em inglês), Duncan Baird Publishers, consultado em 9 de outubro de 2014
- Spät, Eszter (2010), «"The Origin Myth of the Yezidis", sec. "The Myth of Shehid Bin Jer"», Late Antique Motifs in Yezidi Oral Tradition, ISBN 9781607249986 (em inglês), Gorgias Pres
- Stafford, R.S. (2006), The Tragedy of the Assyrians, ISBN 9781593334130 (em inglês), Gorgias Press, consultado em 9 de outubro de 2014
- West, Barbara A. (2009), «Armenian: nacionality», Encyclopedia of the Peoples of Asia and Oceania, ISBN 9781438119137 (em inglês), Infobase Publishing, consultado em 8 de outubro de 2014

### Complementar
- Aloian, Zourab (julho de 1997), «al-Hallaj in Kurdish Tradition», Budapeste, 35th International Congress of Asian and North African Studies (em inglês), consultado em 17 de outubro de 2014
- Aloian, Zourab. «Shaikh 'Adi, Sufism and the Kurds» (em inglês). www.pen-kurd.org. Consultado em 17 de outubro de 2014
- Badger, George Percy (1852), An Inquiry into the Religious Tenets of the Yezeedees (em inglês), Londres: Joseph Masters, consultado em 17 de outubro de 2014
- Grigore, George (2012), «Der Jesidismus: ein Beispiel für religiösen Synkretismus», Bucareste: Editura Universitatii din Bucureşti, Analele Universitatii din Bucureşti – Limbi şi literaturi straine (em alemão) (2): 83-94, consultado em 17 de outubro de 2014
- «Armenia: Yezidi Identity Battle» (em inglês). Institute for War & Peace Reporting. iwpr.net. 3 de novembro de 2006. Consultado em 17 de outubro de 2014